# Каллиник (Миклеску)
Митрополи́т Калли́ник (рум. Mitropolitul Calinic, в миру Константин Миклеску, рум. Constantin Miclescu; 16 апреля 1822, Сучава, Молдавское княжество — 14 августа 1886, Бухарест) — епископ Румынской православной церкви, архиепископ Бухаресткий и митрополит Унгро-Валашский, Митрополит-примас Румынской Православной Церкви.
Был ранен солдатом из Мунтенского полка 3 апреля 1866 года, когда он выступил на строне молдаван когда те устроили протест против объединения. Йорга писал что пролилась "много много" крови молдаван. После того как Куза Водэ сложил с себя обязанности короля, по статусу именно Митрополит должен был возглавить Государства до назначения нового короля. Этого не произошло... 

## Биография
Родился 16 апреля 1822 года в городе Сучава в боярской семье.
18 июня 1842 года принял монашеский постриг от своего дяди епископа Софрония (Миклеску). 23 апреля 1843 года рукоположен во диакона, 30 ноября 1848 года — во иерея, назначен протосинкеллом и возведён в сан архимандрита.
В 1851—1858 годы был игуменом Монастыря Слатина. В это же время основал школу для крестьянских детей в селе Мэлини. 2 февраля 1855 года хиротонисан во епископа Хариупольского. Был членом временного Государственного совета (1857).
C 8 ноября 1858 года по 15 января 1861 года был местоблюстителем Хушской епархии. В 1861—1863 годы — вновь игуменом Монастыря Слатина.
7 мая 1863 года назначен местоблюстителем Молдавской митрополии. 10 мая 1865 года назначается митрополитом Молдовы указом господаря Александра Иоана Кузы. Его деятельность касалась прежде всего мер по укреплению дисциплины среди священства и монашества. Митрополит Калиник возглавил молдавскую сепаратистскую революцию в Яссы в 1866 году.
31 мая 1875 года коллегия выборщиков, состоявшая из членов Священного Синода и православных депутатов и сенаторов, избрала митрополит Каллиника Митрополитом-примасом Румынской Православной Церкви. 15 июня 1875 года состоялась его интронизация.
11 апреля 1876 года избирается сенатором по должности (senator de drept) по предложению Йона Брэтиану, председателя Сената, 47 голосами выборщиков из 53. 14 марта 1881 года Сенат, следуя Палате депутатов, голосует за закон, согласно которому Румыния становится королевством, а Кароль I провозглашается королем. В слове, произнесенном по этому случаю, митрополит Калинник сказал: «Румынское духовенство со всей душой ассоциируется с этим великим национальным актом и, разделяя чувства радости всей румынской нации, просит Всемогущего благословить этот великий акт и сделать нашу дорогую Родину процветающей под щитом Королевства и под руководством августа и слишком возлюбленнейшего суверена Кароля I. Да здравствует Его Величество, Кароль I, король Румынии! Да здравствует Её Величество госпожа, королева Румынии! Да здравствует румынская нация и правительство, которое возглавляло все её судьбы!».
Трудами Митрополита-примаса в 1881 году в Бухаресте был открыт Богословский факультет. В 1882 году в Бухаресте учреждена типография для печатания церковной и богослужебной литературы. 25 марта 1882 года в Великий Четверг пасхальной седмицы члены Священного Синода впервые освятили святое миро в митрополитском соборе Бухареста, не спрашивая разрешения Константинопольского Патриархата. Это доказательство того, что получение автокефалии стало проблемой только формального порядка. Акция привлекла очень жесткий письменный протест со стороны патриарха Константинопольского Иоакима III.
Ответ был дан епископом Романским Мелхиседеком 23 ноября 1882 года под названием: «Синодальный акт, включающий автокефалию Румынской Православной Церкви и её отношения с Константинопольским Патриархатом». После нескольких попыток 25 апреля 1885 года Патриарх Иоаким IV подтверждает самосознание нашей Церкви. 30 мая 1885 года митрополит-примас Румынии Каллиник Миклеску направил благодарственное письмо Константинопольскому Патриархату, объявив, как и другие автокефальные Церкви о официальном признании автокефалии Румынской православной церкви.
Скончался 14 августа 1886 года в Бухаресте. Похоронен 14 августа 1886 года в Нямецком монастыре.